# Télématin
Télématin es un programa de televisión francés, emitido por Antenne 2 (llamado France 2 desde el 7 de septiembre de 1992) desde el 10 de enero de 1985.